# فوسفات الألومنيوم
فوسفات الألومنيوم هو مركب كيميائي له الصيغة AlPO4، ويكون على شكل مسحوق بلوري أبيض.

## التحضير
يحضر فوسفات الألومنيوم بإضافة ثلاثي فوسفات الصوديوم إلى محلول من كبريتات الألومنيوم

## الخواص
- مركب فوسفات الألومنيوم له بنية الكوارتز، حيث تحل وحدات Al-O-P مكان Si-O-Si في الشبكة البلورية.
- ينحل فوسفات الألومنيوم في الحموض والأسس، لكنه لا ينحل في الماء.
- بتسخين مركب مركب فوسفات الألومنيوم فوق 180°س نحصل على مركبات البولي- والبيروفوسفات.

## الاستخدامات
من التطبيقات العملية لهذا المركب:
- يعد فوسفات الألومنيوم الأساس لأنواع خاصة من الزجاج، وذلك نظراً لنفوذيته الكبيرة للأشعة فوق البنفسجية، ولمقاومته لحمض فلوريد الهيدروجين.
- يخلط مع كبريتات الكالسيوم وسيليكات الصوديوم لتحضير الاسمنت.
- يستخدم على شكل هلام كمضاد حموضة (antacid).